# КА Акурейри
КА Акурейри (на исландски: Knattspyrnufélag Akureyrar или KA) е исландски футболен отбор от град Акурейри, представляващ спортното общество в града (основано на 8 януари 1928 година). Главен съперник се явява другия местен спортен клуб — „Тор“. Клубни цветове — жълто и синьо. Футболната секция на спортен клуб (ÍBA) съществувала до 1974 година е обединена със секция „Тор“ също под названието ÍBA. Играе домакинските си срещи на стадион „Акюрейрарвётлюр“ с капацитет 1645 зрители.

## Успехи
- Исландска висша лига [2]:
  -  Шампион (1): 1989

- Купа на Исландия [3]:
  -  Носител (1): 2024
  -  Финалист (4): 1992, 2001, 2004, 2023

- Купа на Лигата [4]:
  -  Финалист (2): 2015, 2023